# Hybometra
Hybometra is een geslacht van haarsterren uit de familie Antedonidae.

## Soort
- Hybometra senta A.H. Clark, 1913